# Pascual iz Andagoye
Pascual iz Andagoye (španjolski: Pascual de Andagoya, baskijski:  Pascual Andagoiakoa  1495. – 1548.) bio je baskijsko-španjolski konkvistador Rodio se u selu Andagoya, u dolini Cuartango (Alava), u Španjolskoj Baskiji.
Kao što se često događalo u to vrijeme, Andagoya je napustio selo kao istraživač Novoga svijeta u vrlo mladoj dobi od 19 godina, 11. travnja 1514, pod zapovjedništvom Pedra Ariasa de Ávile. Ekspedicija je isplovila noseći vojsku od preko 2.000 ljudi u 22 brodova, s ciljem koloniziranja Srednje Amerike.
Karijeru je Andagoya započeo u Panami, čiji je glavni grad on osnovao 1519. s 400 naseljenika. Kasnije je preselio na jug prema kolumbijskoj obali, dok nije stigao San Juan, gdje je preuzeo dužnost guvernera. To je bilo kad je saznao za postojanje Carstva Inka, u dalekoj području zvanom "Biru", ili "Piru". 1522. godine on je pokušao osvojiti to područje, ali je završio s neuspjehom.
Uz pogoršano zdravlje, vratio se u Panamu i širio vijesti o svojim otkrićima, osobito postojanju zemlje ogromnih bogatstava zlata i srebra, tj. Perua. Godine 1524. Francisco Pizarro, u suradnji s vojnikom Diegom de Almagrom i svećenikom Hernandom de Luquem, poveo je koristeći Andagoyine brodove:. 24
Kralj Karlo I. je nagradio Andagoyu godine 1539.  naslovom "predstavnika Indijanaca", koji je koristio s brutalnim žarom. 1540. godine sam se proglasio guvernerom Popayána (unutar današnjeg departmana Cauca, Kolumbija)  što je ostao do 1542, kada ga je legitimni guverner Sebastián de Belalcázar pod pritiskom razriješio. Andagoya je umro u Cuzcu, Peru,  18. srpnja 1548.
Ponjemu je nazvano selo Andragoya u departmanu Chocó u Kolumbiji.